# Qt Group
Qt Group (ранее известна как The Qt Company, Qt Software, Trolltech и Quasar Technologies) — компания по производству программного обеспечения, базируется в Осло, Норвегия. Компания предоставляет платформы для разработки программ и фреймворки, а также предлагает консультационные услуги.
Основной продукт — Qt, мультиплатформенный графический C++ фреймворк. В дополнение к графическому инструментарию, Qt предоставляет такие пакеты, как структуры данных и сетевые библиотеки. Популярная свободная среда рабочего стола KDE использует библиотеку Qt. Сама библиотека бесплатна и открыта (в плане исходного кода — может распространяться по лицензии GPL), 3-я версия для включения её в закрытые проекты требует покупку лицензии, начиная с версии 4.5 Qt может распространяться по лицензии LGPL, то есть свободно доступна для написания закрытых приложений (хотя коммерческие версии библиотеки остались).

## История
Компания была основана Эйриком Шамбе-Энгом и Ховардом Нором в 1994 году. Они начали писать Qt в 1991 году и с тех пор Qt постоянно расширялась и улучшалась. Trolltech провела IPO на Фондовой Бирже Осло в Июле 2006 года.
28 января 2008 года Nokia объявила о покупке компании Trolltech.
11 августа 2009 года название компании было изменено на Qt Development Frameworks.
В марте 2011 года Nokia продала бизнес коммерческого лицензирования Qt финской IT-компании Digia. В сентябре 2012 года Digia полностью приобрела Qt у Nokia. В 2014 году Digia сформировала подразделение The Qt Company, занимающееся исключительно разработкой и развитием платформы Qt.. В мае 2016 года акции компании стали котироваться в NASDAQ под именем QTCOM.